# Гнот Анатолій Іванович
Анато́лій Іва́нович Гно́т (1996 — 2022) український військовик, старший солдат Збройних сил України, служив в Харівківській 92ОМБр.

## Життєпис
До війни був фанатом харківського «Металісту».
24 лютого 2022, на початку повномасштабної війни Анатолій привів до «Фрайкору» молодшого брата, а сам продовжив служити у Збройних силах України. Анатолій двічі отримував поранення за час служби.

## Загибель
Загинув під час визволення рідного міста Балаклія під час контрнаступу на Слобожанщині. Похований 16 вересня 2022. Залишилися дружина і батьки. Привів у підрозділ Фрайкор свого молодшого брата Артема Панченка («Іскра»). Брат загинув в жовтні 2023.